# Pietà per Vittoria Colonna
La Pietà per Vittoria Colonna è un disegno a gessetto su carta (28,9x18,9 cm) di Michelangelo Buonarroti, databile al 1546 circa e conservato nell'Isabella Stewart Gardner Museum a Boston.

## Storia
Michelangelo conobbe Vittoria Colonna verso il 1538, stringendo con lei una vivissima amicizia e introducendosi nei suoi circoli, in cui erano familiari i temi di riforma della Chiesa. Per lei dipinse, nel quinto decennio del XVI secolo, alcuni dipinti, oggi tutti perduti o comunque di attribuzione estremamente controversa, di cui però restano disegni preparatori e copie di allievi e estimatori di Michelangelo.
Oltre a una celebre Crocifissione, l'opera più nota per Vittoria Colonna è una Pietà, della quale resta un pregevole disegno a Boston. Non è chiaro se quest'opera venne effettivamente dipinta o meno dall'artista, ma è descritta da Ascanio Condivi. Sicuramente ne esistono alcune copie di allievi non particolarmente dotati, a Firenze e a Roma, oltre a una rielaborazione di Ludovico Buti.
Nel 2007 il restauratore e storico dell'arte Antonio Forcellino ha reso noto di aver scoperto un'altra versione del dipinto in un'abitazione privata presso Buffalo, negli Stati Uniti, che egli ha attribuito come l'originale perduto di Michelangelo, ricostruendone la storia di come sarebbe arrivato nella collocazione attuale. In realtà la qualità oggettiva del dipinto è evidentemente bassa e la sua proposta non ha riscosso seguito.

## Descrizione e stile
Il tema della Pietà, tanto caro a Michelangelo scultore, è qui risolto in una composizione fortemente emotiva, come nella Crocifissione di Vittoria Colonna. Gesù morto è tenuto con le braccia sollevate ad angolo retto da due angeli, incastrandosi nelle gambe di Maria che solleva le braccia al cielo in segno di dolore, bilanciando con quel gesto le linee di forza discendenti del corpo di Gesù, adagiato su una roccia. In alto si leva una trave, la Croce, dove si legge, in verticale, una citazione di Dante: "Non vi si pensa quanto sangue costa".
Evidente è, in confronto alla Pietà vaticana giovanile, come ormai all'artista il tema ispiri un più profondo sentimento religioso, con un marcato riferimento al sacrificio di Cristo che veicola la Redenzione.

## Altre immagini

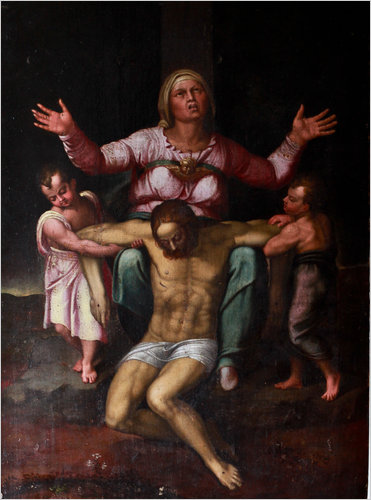
La Pietà di Buffalo
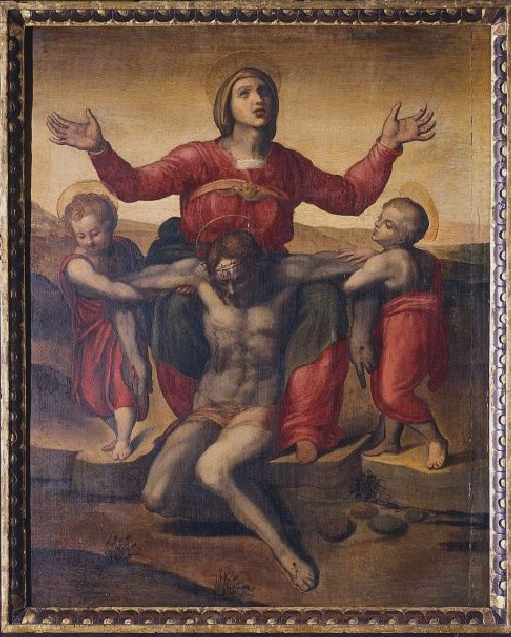
La Pietà di Firenze
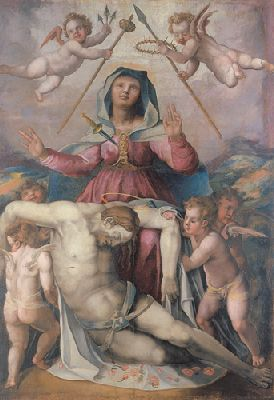
La Pietà di Ludovico Buti